# Hieracium fritzei
Espèce
Hieracium fritzei est une espèce de plantes à fleurs du genre Hieracium et de la famille des Asteraceae.

## Liste des sous-espèces
Selon Tropicos (27 mars 2016) :
- sous-espèce Hieracium fritzei subsp. pinetophilum Degen & Zahn